# Provincia Medio Campidano
Medio Campidano era o provincie în regiunea Sardinia în Italia din 2001 până în  2016.